# Medetera asiatica
Medetera asiatica är en tvåvingeart som beskrevs av Negrobov och Zaitzev 1979. Medetera asiatica ingår i släktet Medetera och familjen styltflugor. Inga underarter finns listade i Catalogue of Life.